# Няльмозеро (озеро, Мурманская область)
Няльмозеро (также Няльмъявр, Ниельмъявр) — пресноводное озеро в Ловозерском районе Мурманской области, в северной части Кольского полуострова.

## Топонимика
Название озера происходит от саамского нялльм — рот, пасть, устье реки.

## Общие сведения
Площадь озера 12,7 км². Площадь водосбора составляет 979 км2. Высота над уровнем моря — 209,8 м. Протяжённость озера 9,9 км, максимальная ширина 2,8 км.

## Описание
Озеро имеет форму, вытянутую в северо-восточном направлении. Берега извилисты, местами заболочены. На юге впадают реки Харловка и Няльмйок. На севере вытекает та же Харловка, впадающая в Баренцево море. Озеро окружают несколько вершин Ловозерских тундр (наиболее высокая — гора Лувтьякаинт, 271,5 метров н.у.м.). В разных частях озера есть несколько небольших островов.
В озере водятся щука и кумжа.